# Veronica fragilis
Veronica fragilis är en grobladsväxtart som beskrevs av Pierre Edmond Boissier och Hausskn.. Veronica fragilis ingår i släktet veronikor, och familjen grobladsväxter. Inga underarter finns listade i Catalogue of Life.